# Благоразумие

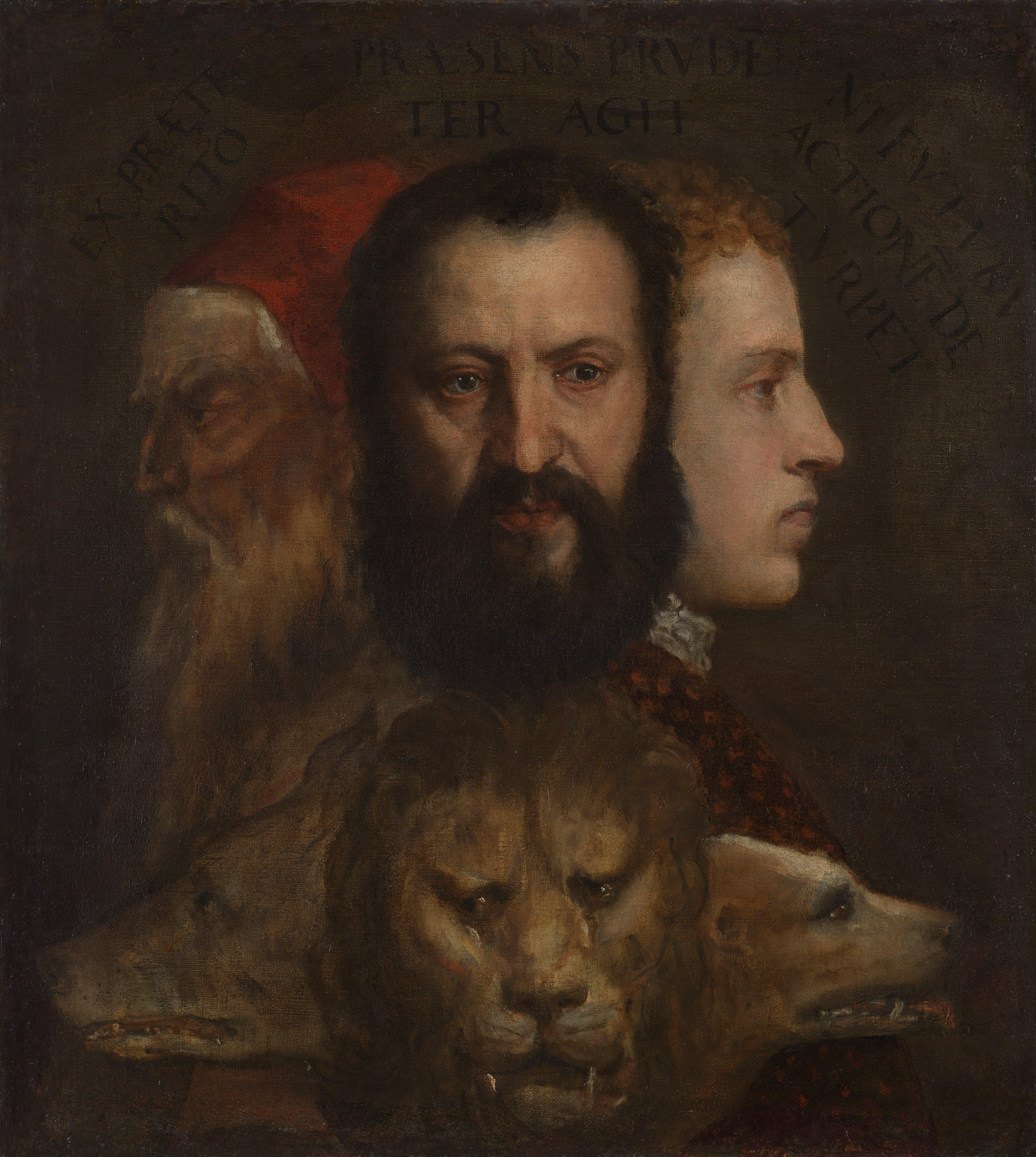
Аллегория благоразумия. Тициан. Пояснительная надпись вверху означает: «Исходя из прошлого человек действует благоразумно в настоящем, дабы не повредить будущему»

Благоразу́мие — качество личности, группы, позволяющее выбирать правильные средства и действовать сообразно c целью достижения собственного блага, счастья. У Платона принадлежит к одной из кардинальных добродетелей, относится к одной из семи добродетелей.
Благоразумие в отличие от мудрости (научного знания и познания сущности вещей с помощью разума) имеет практическую направленность на человеческое благо и принятие решений для его претворения в жизнь.
Одним из первых о благоразумии (prudentia) говорит Цицерон, различая в нем память (memoria), понятливость (intelligentia) и предусмотрительность (providentia). 
В Сумме теологии Фомы Аквинского благоразумие (prudentia) синонимично рассудительности (антонимом благоразумия является imprudentia, безрассудство). Сущностным атрибутом этой добродетели является способность производить разумный выбор (eubulia). Элементом благоразумия является бдительность (circumspectio) и предосторожность (cautio). Ложной формой этой добродетели является хитрость (astutia). Поскольку благоразумие направлено на достижение блага, то эта добродетель необходимо должна быть свойственна правителям, которые опираются на закон (ср. prudentia и юриспруденция). Сам термин благоразумие восходит к Фронезису Аристотеля. До него это сказано в книге Притч Соломона, глава 22:3 и 27:12.
Астероид (474) Пруденция, открытый в 1901 году назван в честь благоразумия (Prudence).